# Ratio de dépendance démographique

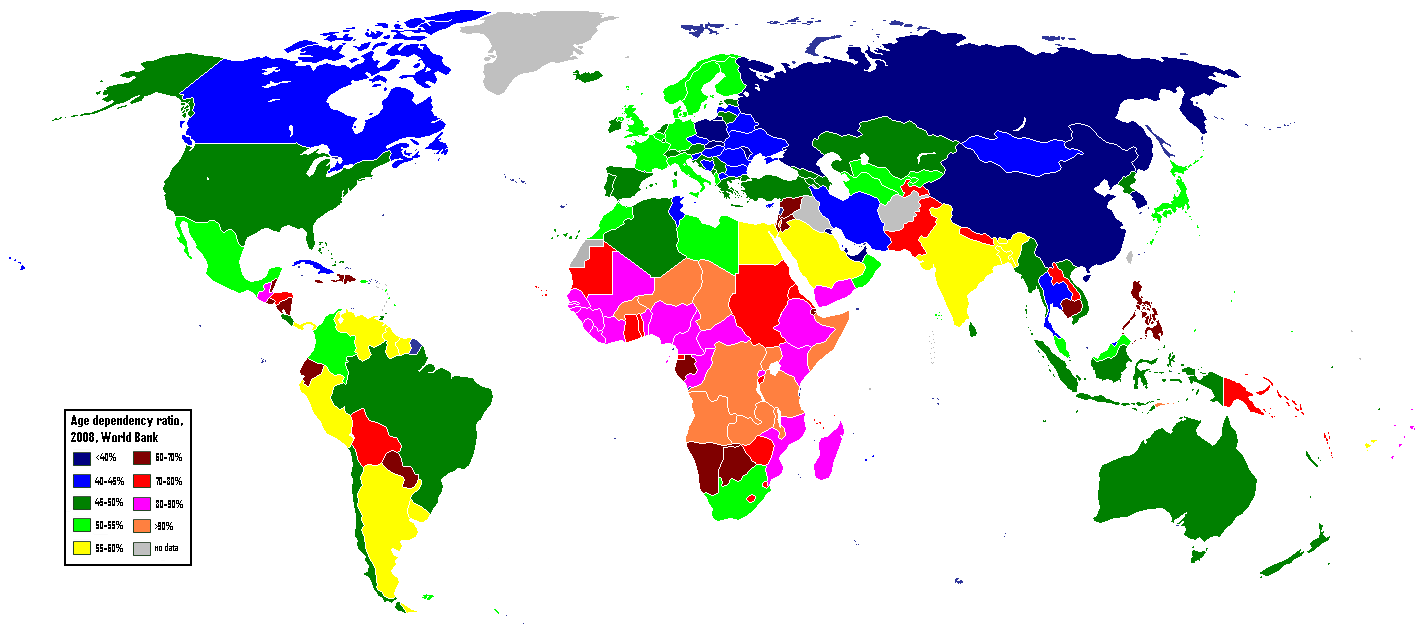
Ratio de dépendance par pays en 2008, d'après la Banque Mondiale.

Le ratio de dépendance démographique (ou taux de dépendance démographique, ou encore rapport de dépendance démographique) est le rapport du nombre d’individus supposés « dépendre » des autres pour leur revenu économique – jeunes et personnes âgées – et le nombre d’individus en âge de produire des richesses . Il est mesuré par le rapport entre la population des jeunes et des personnes âgées (généralement moins de 15 ou 20 ans et 65 ans et plus) et la population en âge de travailler (15 ou 20 à 64 ans) .
Il permet de mesurer la pression qui s'exerce sur la population productive, qui subvient aux besoins économiques de l'ensemble de la population.
L'étude de l'évolution du ratio de dépendance est essentielle pour les gouvernements, économistes, banquiers et entrepreneurs, et plus largement pour tous les secteurs touchés par les évolutions de structure de la population. 
- Un ratio de dépendance bas signifie que la population productive est suffisamment nombreuse par rapport aux inactifs pour les entretenir facilement sur le plan économique. Ainsi, diminuer le ratio permet potentiellement de servir de meilleures pensions aux retraités par exemple, dans le cadre d'un système par répartition.
- A l'inverse, un ratio de dépendance élevé indique une forte pression économique sur la population productive, qui doit assurer la subsistance d'inactifs proportionnellement  nombreux.

Les pouvoirs publics peuvent chercher à influer sur le taux de dépendance en agissant sur la natalité, l'immigration, la mortalité ou le chômage.

## Formules
Le ratio de dépendance démographique mesure le rapport entre le nombre d'individus réputés inactif économiquement – jeunes et personnes âgées –, et le nombre d’individus en âge de travailler, dont les inactifs dépendent pour leur procurer un revenu ou subvenir à leurs besoins. Le ratio total est ainsi de :
{\displaystyle {Ratio\ de\ d{\acute {e}}pendance\ total}={\frac {Population\ de\ moins\ de\ 15\ ans+Population\ de\ plus\ de\ 65\ ans}{Population\ de\ 15\ {\grave {a}}\ 64\ ans}}}

Le poids démographique relatif des personnes âgées est quant à lui égal à  :
{\displaystyle {Ratio\ de\ d{\acute {e}}pendance\ des\ personnes\ {\widehat {a}}g{\acute {e}}es}={\frac {Population\ de\ plus\ de\ 65\ ans}{Population\ de\ 15\ {\grave {a}}\ 64\ ans}}}

Enfin le ratio de dépendance des enfants se calcule ainsi :
{\displaystyle {Ratio\ de\ d{\acute {e}}pendance\ des\ enfants}={\frac {Population\ de\ moins\ de\ 15\ ans}{Population\ de\ 15\ {\grave {a}}\ 64\ ans}}}

## Limite de cet indice
L'opposition entre population dépendante et population active n'est pas toujours effective, par exemple en cas de chômage, d'invalidité, de travail des enfants, d'inexistence de retraite, etc.